# Naillat
Naillat est une commune française située dans le département de la Creuse, en région Nouvelle-Aquitaine.

## Géographie

### Généralités

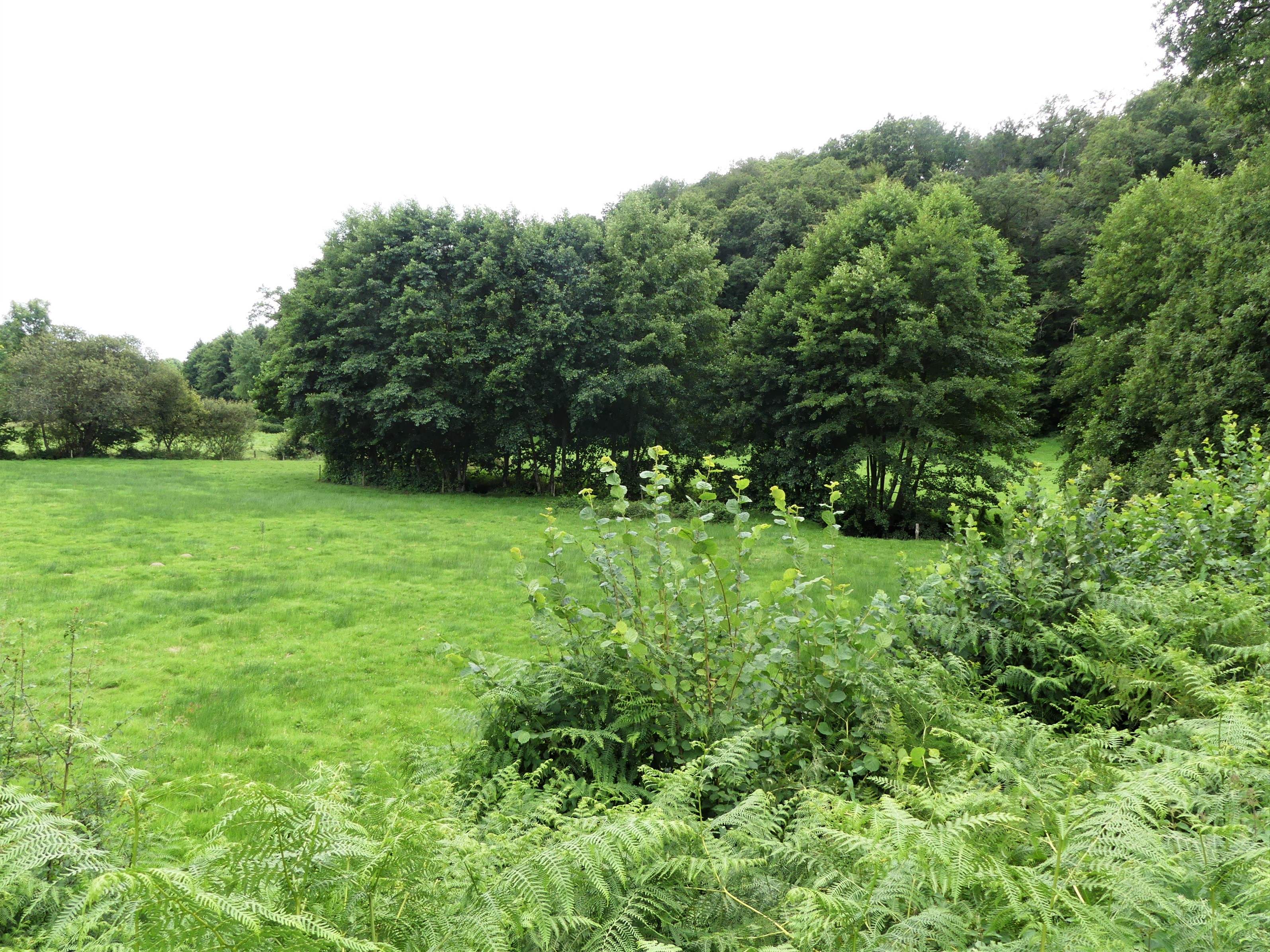
La vallée de la Brézentine au sud du lieu-dit Pécut.

Dans le quart nord-ouest du département de la Creuse, la commune de Naillat s'étend sur 36,23 km2. Elle est traversée du sud-est au nord-ouest sur plus de six kilomètres par un affluent de rive droite de la Sédelle, la Brézentine. Autre affluent de rive droite de la Sédelle, la Cazine arrose l'ouest de la commune sur plus de trois kilomètres et demi, dont 500 mètres en limite de Colondannes.
L'altitude minimale avec 316 mètres se trouve localisée à l'extrême nord, au nord du dolmen de la Pierre Euberte, là où un petit affluent de la Breuille (elle-même affluent de la Brézentine) quitte la commune et entre sur celle de Dun-le-Palestel. L'altitude maximale avec 530 mètres est située dans l'est, en limite des communes de Bussière-Dunoise et Saint-Sulpice-le-Dunois.
À l'intersection des routes départementales (RD) 14 et 44, le bourg de Naillat est situé, en distances orthodromiques, douze kilomètres à l'est-nord-est du centre-ville de La Souterraine et 21 kilomètres au nord-ouest du centre-ville de Guéret, la préfecture.
Le territoire communal est également desservi à l'est par les RD 5 et 913. Bien qu'extérieur au territoire communal, son accès principal s'effectue au sud par la route nationale 145, par l'échangeur no 52.

### Communes limitrophes
Naillat est limitrophe de huit autres communes.
| Colondannes, Saint-Léger-Bridereix | Dun-le-Palestel        | Saint-Sulpice-le-Dunois |
| Noth                               | Naillat                | Bussière-Dunoise        |
|                                    | Saint-Priest-la-Plaine | Fleurat                 |

### Climat
Pour des articles plus généraux, voir Climat de la Nouvelle-Aquitaine et Climat de la Creuse.
Historiquement, la commune est dans une zone de transition entre le climat océanique limousin et le climat montagnard.  
En 2020, Météo-France publie une typologie des climats de la France métropolitaine dans laquelle la commune est dans une zone de transition entre le climat océanique altéré et le climat de montagne et est dans la région climatique  Ouest et nord-ouest du Massif Central, caractérisée par une pluviométrie annuelle de 900 à 1 500 mm, maximale en automne et en hiver.
Pour la période 1971-2000, la température annuelle moyenne est de 10,7 °C, avec  une amplitude thermique annuelle de 15,1 °C. Le cumul annuel moyen de précipitations est de 969 mm, avec 12,8 jours de précipitations en janvier et 7,9 jours en juillet. Pour la période 1991-2020, la température moyenne annuelle observée sur la station météorologique la plus proche, située sur la commune de Dun-le-Palestel à 5 km à vol d'oiseau, est de 11,4 °C et le cumul annuel moyen de précipitations est de 920,3 mm,. Pour l'avenir, les paramètres climatiques de la commune estimés pour 2050 selon différents scénarios d’émission de gaz à effet de serre sont consultables sur un site dédié publié par Météo-France en novembre 2022.

### Milieux naturels et biodiversité

#### Espaces protégés
La protection réglementaire est le mode d’intervention le plus fort pour préserver des espaces naturels remarquables et leur biodiversité associée,.
Gérées par le Conservatoire d'espaces naturels de Nouvelle-Aquitaine, il existe trois aires protégées sur le territoire communal : 
- « les combes de la Cazine - parcelle en maitrise d'usage »[11],[12] ; cette aire qui s'étend sur 16,21 hectares est partagée avec les communes de Colondannes et Saint-Léger-Bridereix ;
- « les combes de la Cazine - parcelle acquise en maitrise foncière »[13], sur le seul territoire communal, à l'est du lieu-dit la Ribière et s'étendant sur 1,103 hectare ;
- les « zones humides du Pradeau », le long du ruisseau de Brézenty[14], aire s'étendant sur 3,379 hectares et partagée avec la commune de Fleurat.

#### Réseau Natura 2000
Le réseau Natura 2000 est un réseau écologique européen de sites naturels d'intérêt écologique élaboré à partir des directives habitats et oiseaux, constitué de zones spéciales de conservation (ZSC) et de zones de protection spéciale (ZPS).
Aucun site Natura 2000 n'a été défini sur la commune.

#### Zones naturelles d'intérêt écologique, faunistique et floristique
L'inventaire des zones naturelles d'intérêt écologique, faunistique et floristique (ZNIEFF) a pour objectif de réaliser une couverture des zones les plus intéressantes sur le plan écologique, essentiellement dans la perspective d’améliorer la connaissance du patrimoine naturel national et de fournir aux différents décideurs un outil d’aide à la prise en compte de l’environnement dans l’aménagement du territoire.
En 2023, une ZNIEFF est recensée sur la commune d’après l'INPN.
Le site « combes de la Cazine » est une ZNIEFF de type 1, qui s'étend sur 72 hectares, répartie entre les territoires de Colondannes (44 %), Naillat (35 %) et Saint-Léger-Bridereix (21 %),.
Cette zone présente une diversité biologique intéressante avec 44 espèces animales recensées dont huit sont déterminantes (trois insectes, deux mammifères, un oiseau et deux poissons), ainsi que 17 espèces de plantes phanérogames dont sept déterminantes.

## Urbanisme

### Typologie
Au 1er janvier 2024, Naillat est catégorisée commune rurale à habitat très dispersé, selon la nouvelle grille communale de densité à 7 niveaux définie par l'Insee en 2022.
Elle est située hors unité urbaine. Par ailleurs la commune fait partie de l'aire d'attraction de Guéret, dont elle est une commune de la couronne,. Cette aire, qui regroupe 72 communes, est catégorisée dans les aires de moins de 50 000 habitants,.

### Occupation des sols
L'occupation des sols de la commune, telle qu'elle ressort de la base de données européenne d’occupation biophysique des sols Corine Land Cover (CLC), est marquée par l'importance des territoires agricoles (80,7 % en 2018), une proportion identique à celle de 1990 (80,7 %). La répartition détaillée en 2018 est la suivante : 
prairies (41,2 %), zones agricoles hétérogènes (38 %), forêts (17,5 %), terres arables (1,5 %), milieux à végétation arbustive et/ou herbacée (1,1 %), zones urbanisées (0,7 %). L'évolution de l’occupation des sols de la commune et de ses infrastructures peut être observée sur les différentes représentations cartographiques du territoire : la carte de Cassini (XVIIIe siècle), la carte d'état-major (1820-1866) et les cartes ou photos aériennes de l'IGN pour la période actuelle (1950 à aujourd'hui).

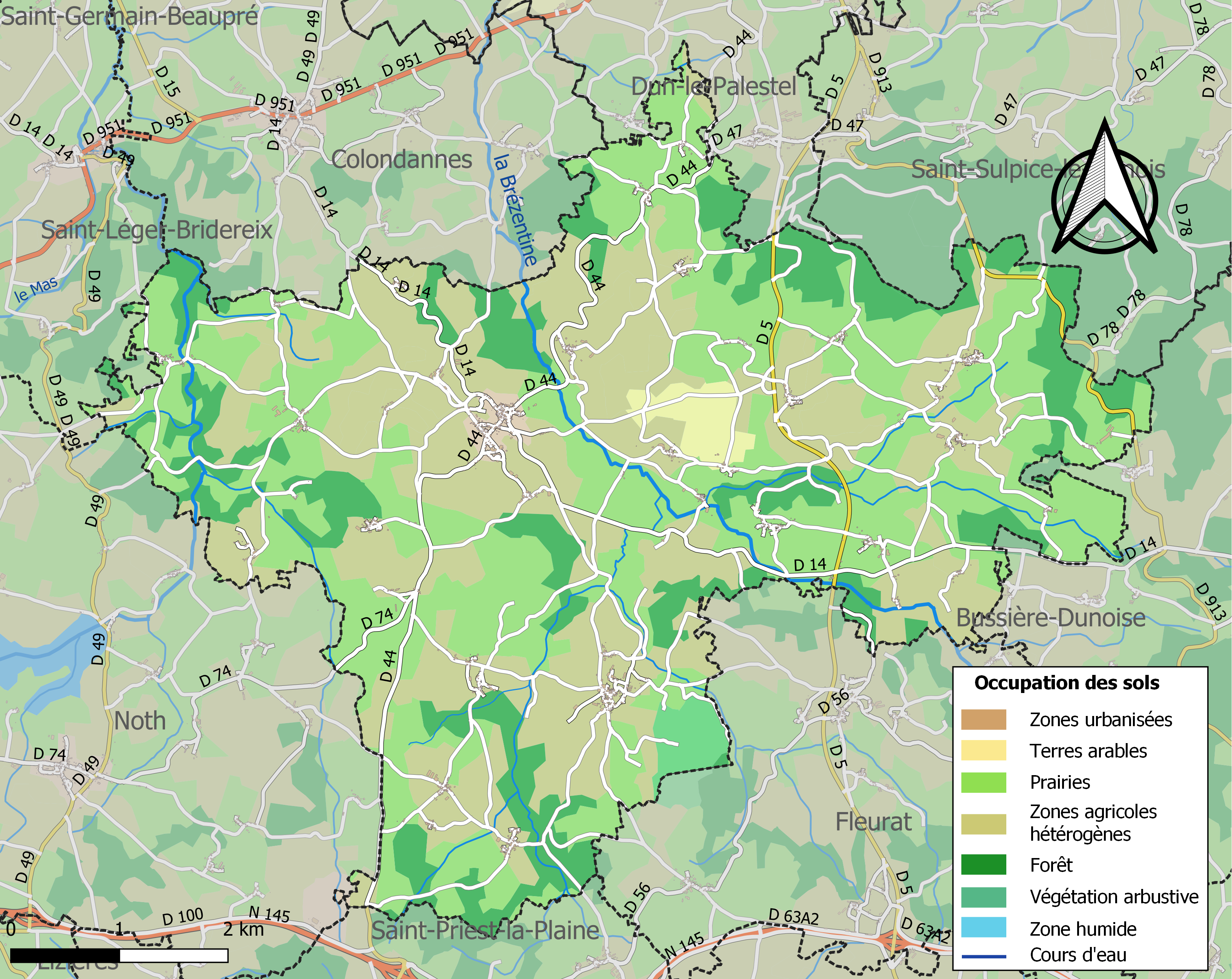
Carte des infrastructures et de l'occupation des sols de la commune en 2018 (CLC).

### Risques majeurs
Le territoire de la commune de Naillat est vulnérable à différents aléas naturels : météorologiques (tempête, orage, neige, grand froid, canicule ou sécheresse) et séisme (sismicité faible). Il est également exposé à un risque particulier : le risque de radon. Un site publié par le BRGM permet d'évaluer simplement et rapidement les risques d'un bien localisé soit par son adresse soit par le numéro de sa parcelle.

#### Risques naturels

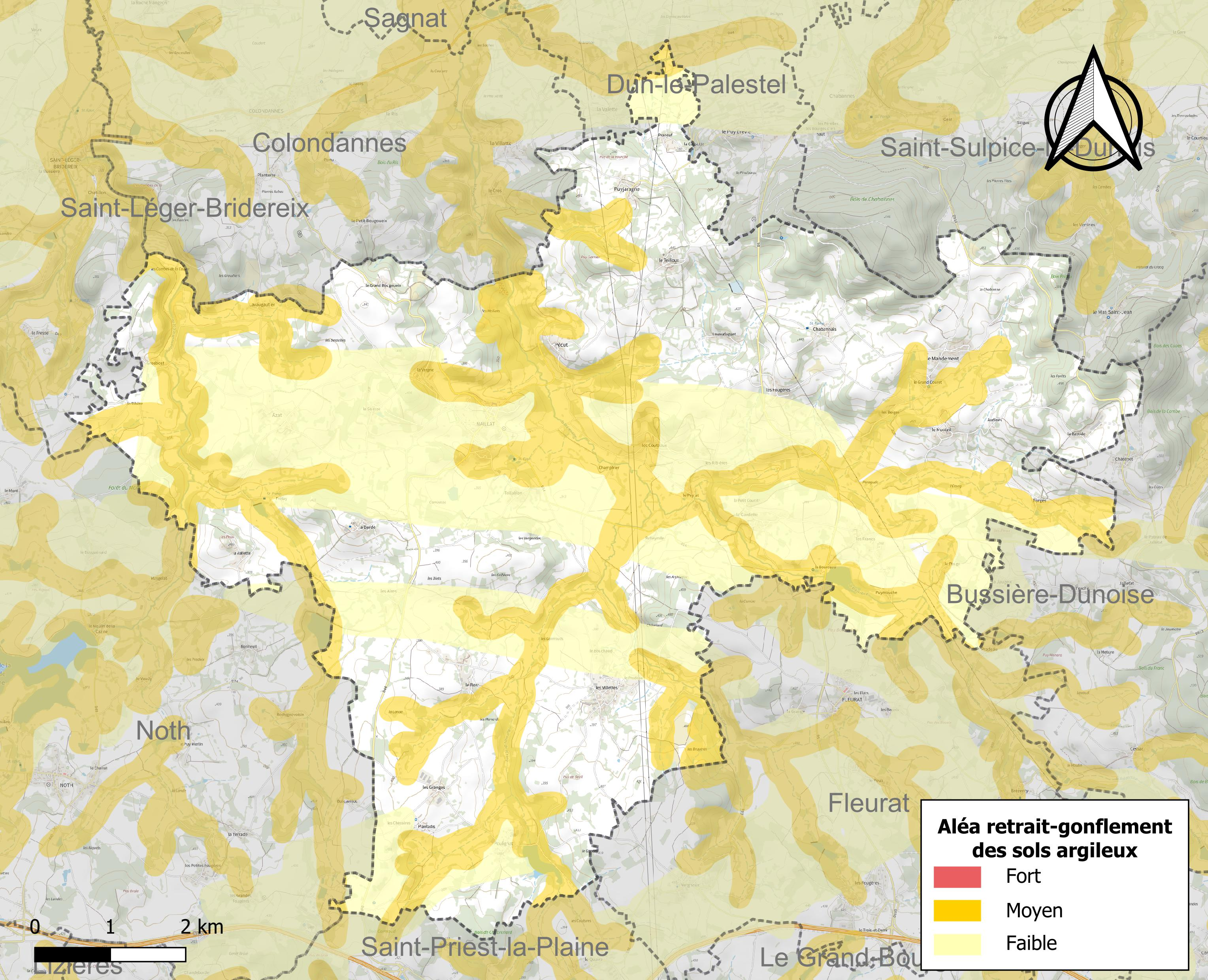
Carte des zones d'aléa retrait-gonflement des sols argileux de Naillat.

Le retrait-gonflement des sols argileux est susceptible d'engendrer des dommages importants aux bâtiments en cas d’alternance de périodes de sécheresse et de pluie. 30,5 % de la superficie communale est en aléa moyen ou fort (33,6 % au niveau départemental et 48,5 % au niveau national). Sur les 575 bâtiments dénombrés sur la commune en 2019,  101 sont en aléa moyen ou fort, soit 18 %, à comparer aux 25 % au niveau départemental et 54 % au niveau national. Une cartographie de l'exposition du territoire national au retrait gonflement des sols argileux est disponible sur le site du BRGM,.
Par ailleurs, afin de mieux appréhender le risque d’affaissement de terrain, l'inventaire national des cavités souterraines permet de localiser celles situées sur la commune.
La commune a été reconnue en état de catastrophe naturelle au titre des dommages causés par les inondations et coulées de boue survenues en 1982 et 1999. Concernant les mouvements de terrains, la commune a été reconnue en état de catastrophe naturelle au titre des dommages causés par la sécheresse en 2019 et par des mouvements de terrain en 1999.

#### Risque particulier
Dans plusieurs parties du territoire national, le radon, accumulé dans certains logements ou autres locaux, peut constituer une source significative d’exposition de la population aux rayonnements ionisants. Certaines communes du département sont concernées par le risque radon à un niveau plus ou moins élevé. Selon la classification de 2018, la commune de Naillat est classée en zone 3, à savoir zone à potentiel radon significatif.

## Toponymie
En occitan marchois, la commune porte le nom de Nalhac.

## Histoire
La commune, appelée dans les premiers temps alternativement Naillat et Naillac, est née dans les premières années de la Révolution française.
Naillat un lieu de refuge organisé par la Cimade pendant la Seconde Guerre mondiale. À partir de janvier 1943, le village a hébergé 1 500 réfugiés, majoritairement juifs provenant de la petite ville pyrénéenne des Eaux-Bonnes. Cet épisode est raconté par Jeanne Merle d'Aubigné  et Violette Mouchon dans Les clandestins de Dieu - Cimade 1939-1945..

## Politique et administration

### Liste des maires

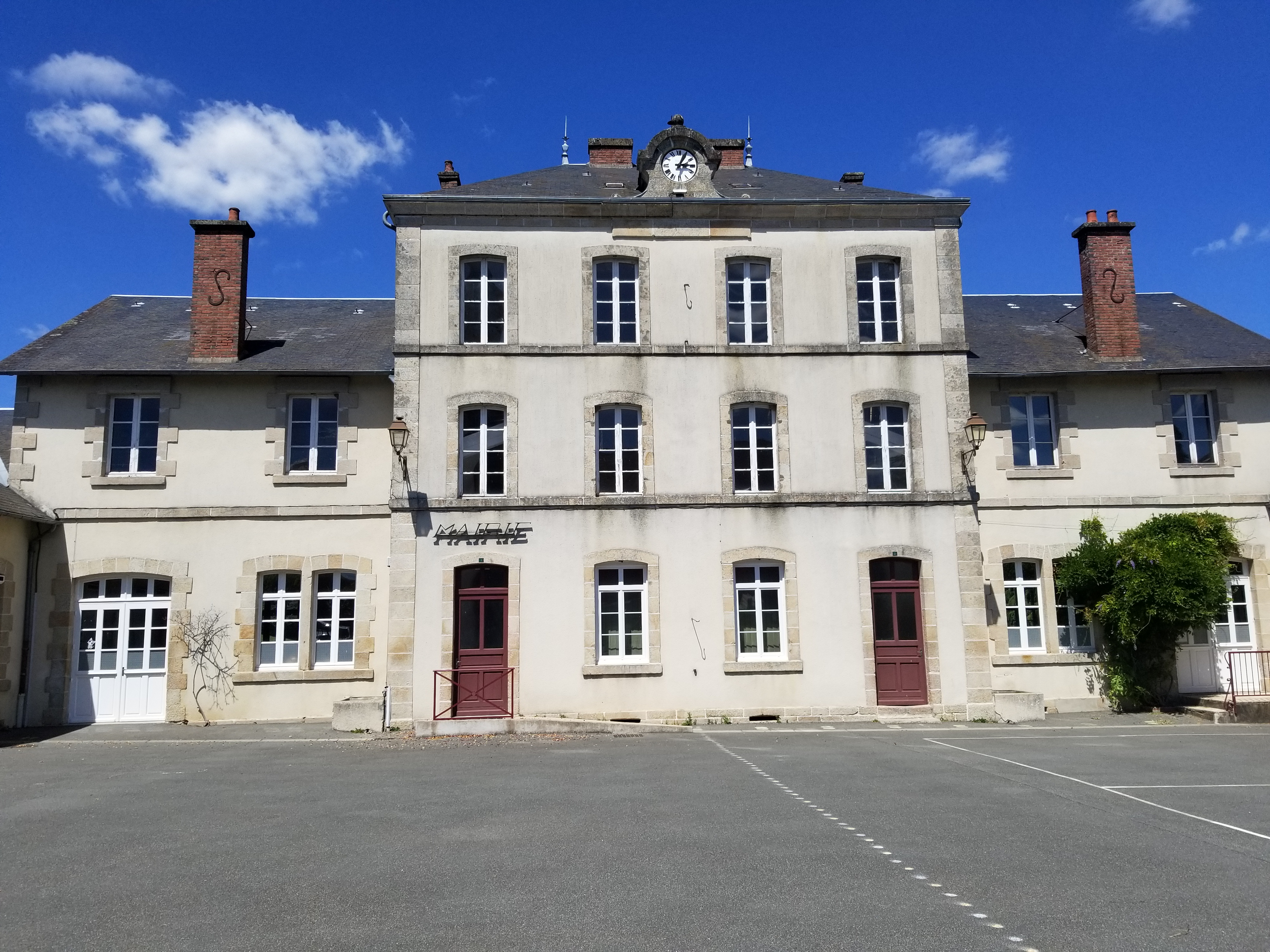
La mairie en 2020.

| Période                                  | Période  | Identité       | Étiquette | Qualité |
| ---------------------------------------- | -------- | -------------- | --------- | ------- |
| Les données manquantes sont à compléter. |          |                |           |         |
|                                          |          |                |           |         |
| 2001                                     | 2008     | Alain Navarre  | DVG       |         |
| 2008                                     | 2011     | Jeanine Gillet | PS        |         |
| 2011                                     | 2014     | Philippe Lesur |           |         |
| 2014                                     | En cours | Laurent Tardy  | SE        | Artisan |

## Population et société

### Démographie
L'évolution du nombre d'habitants est connue à travers les recensements de la population effectués dans la commune depuis 1793. Pour les communes de moins de 10 000 habitants, une enquête de recensement portant sur toute la population est réalisée tous les cinq ans, les populations de référence des années intermédiaires étant quant à elles estimées par interpolation ou extrapolation. Pour la commune, le premier recensement exhaustif entrant dans le cadre du nouveau dispositif a été réalisé en 2007.

En 2022, la commune comptait 667 habitants, en évolution de +2,14 % par rapport à 2016 (Creuse : −3,32 %, France hors Mayotte : +2,11 %).
| 1793  | 1800  | 1806  | 1821  | 1831  | 1836  | 1841  | 1846  | 1851  |
| ----- | ----- | ----- | ----- | ----- | ----- | ----- | ----- | ----- |
| 2 011 | 1 489 | 1 445 | 1 675 | 1 881 | 1 900 | 2 077 | 2 201 | 2 102 |

| 1856  | 1861  | 1866  | 1872  | 1876  | 1881  | 1886  | 1891  | 1896  |
| ----- | ----- | ----- | ----- | ----- | ----- | ----- | ----- | ----- |
| 2 119 | 2 093 | 2 096 | 2 054 | 2 115 | 2 089 | 2 032 | 2 014 | 2 047 |

| 1901  | 1906  | 1911  | 1921  | 1926  | 1931  | 1936  | 1946  | 1954  |
| ----- | ----- | ----- | ----- | ----- | ----- | ----- | ----- | ----- |
| 2 009 | 2 018 | 1 984 | 1 650 | 1 557 | 1 527 | 1 503 | 1 425 | 1 312 |

| 1962  | 1968  | 1975 | 1982 | 1990 | 1999 | 2006 | 2007 | 2012 |
| ----- | ----- | ---- | ---- | ---- | ---- | ---- | ---- | ---- |
| 1 225 | 1 084 | 955  | 809  | 721  | 641  | 653  | 655  | 675  |

| 2017 | 2022 | - | - | - | - | - | - | - |
| ---- | ---- | - | - | - | - | - | - | - |
| 639  | 667  | - | - | - | - | - | - | - |

Après avoir pendant 65 ans, de 1841 à 1906, maintenu une population à plus de 2 000 habitants (maximum 2 201 en 1846), la population a ensuite fortement baissé, passant en dessous de 700 habitants à partir de 1999.

## Culture locale et patrimoine

### Lieux et monuments
- Le dolmen de la Pierre Cuberte, classé au titre des monuments historiques en 1980[35].
- Le menhir de Pécut, ou Pierre Berce.
- L'église Saint-Médard[36] présente une particularité : elle possède le seul clocher vrillé du département de la Creuse. Elle date du XIIIe siècle, fut remaniée au XVe siècle en y ajoutant des croisées d'ogives, et le clocher tors actuel. Celui-ci, constitué d'une tour rectangulaire surmontant le porche, est surmonté d'une flèche à base rectangulaire mais devenant très vite octogonale et tournant légèrement de gauche à droite. À l'origine, il était recouvert en bardeaux. Il fut restauré en 1972, après avoir été frappé par la foudre avec le remplacement des bardeaux de châtaignier par des ardoises. Il possède deux cloches, dont l'une pèse 790 kg[37].

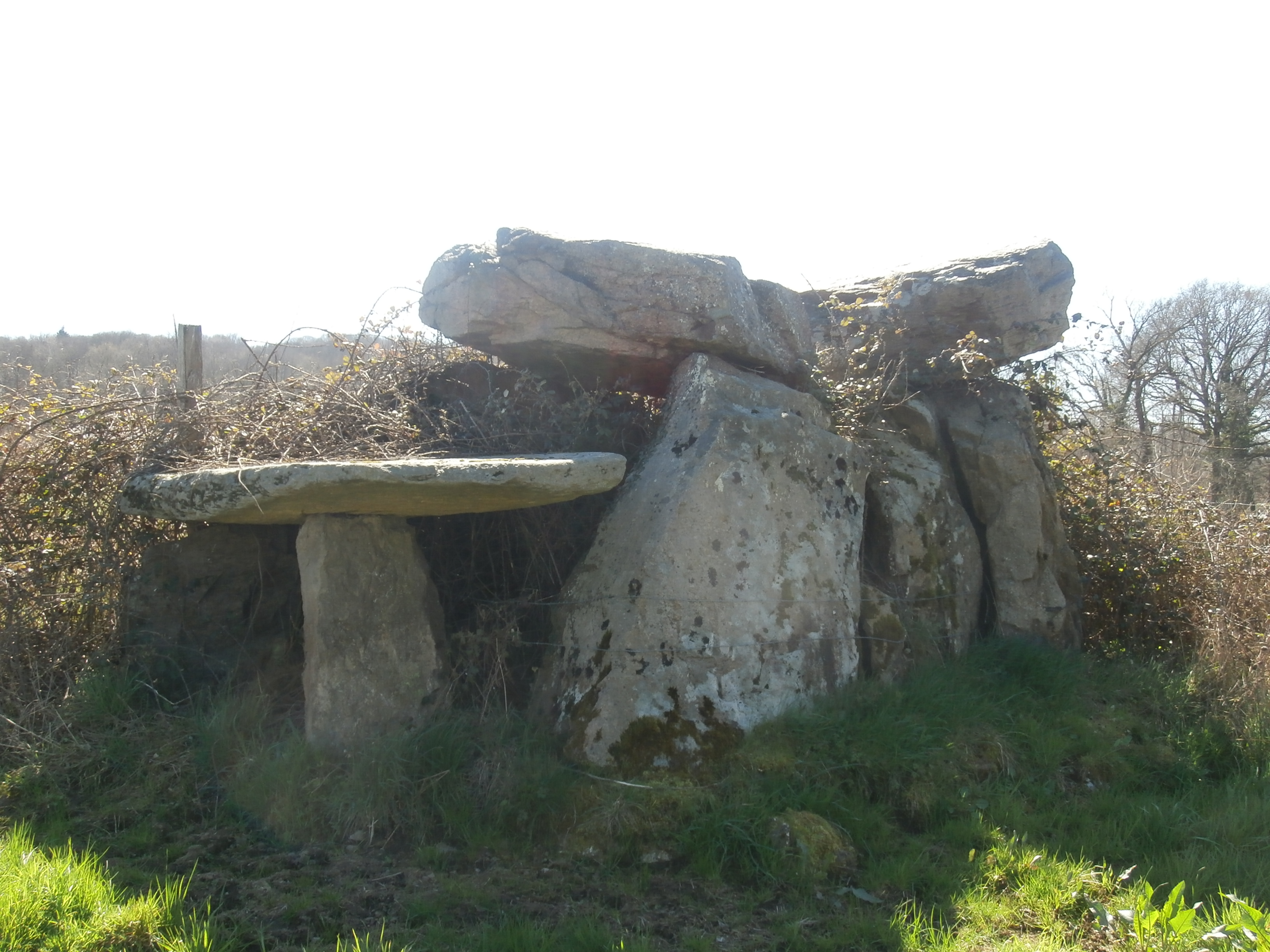
Le dolmen de la Pierre Cuberte.
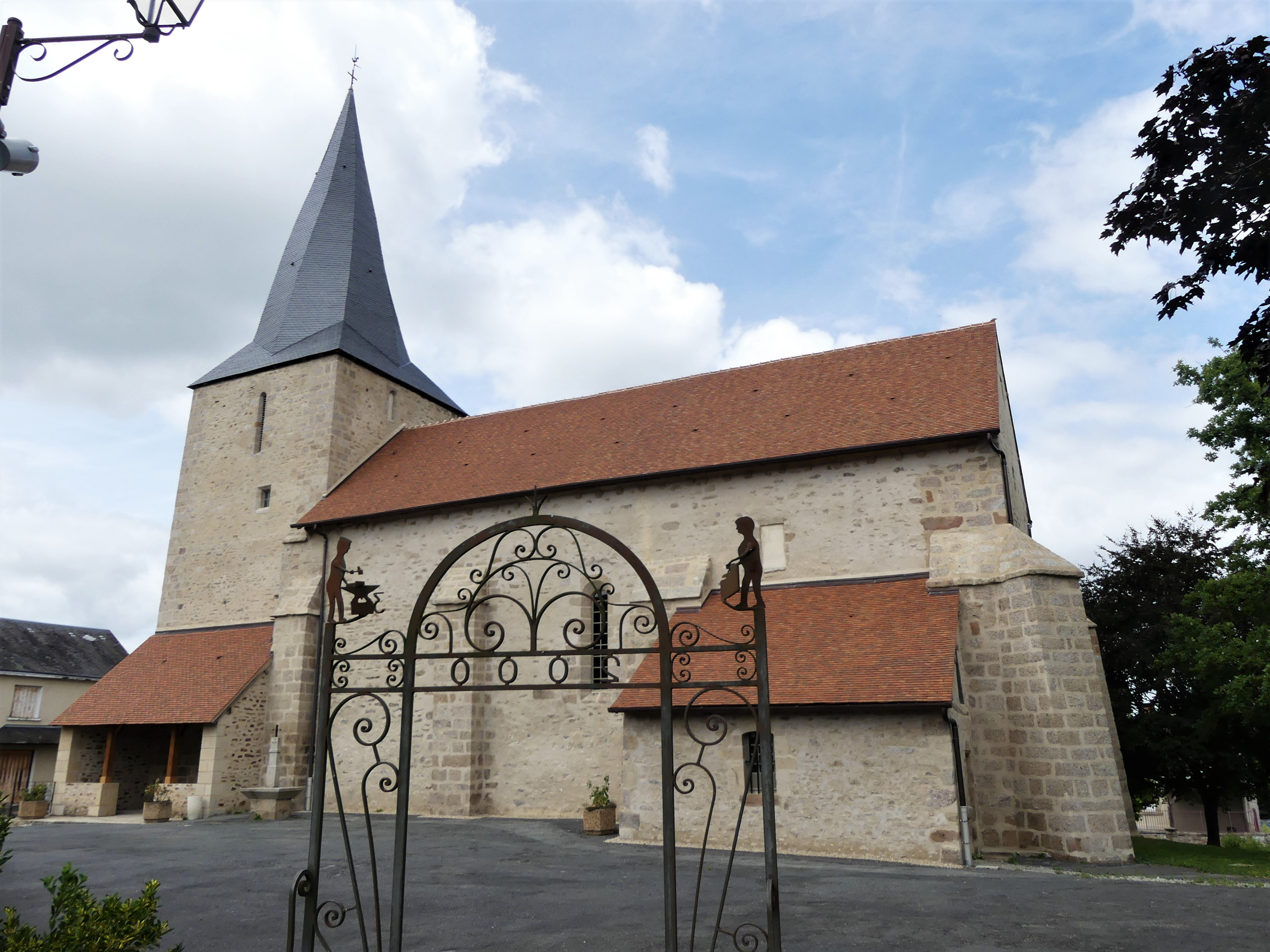
L'église Saint Médard.
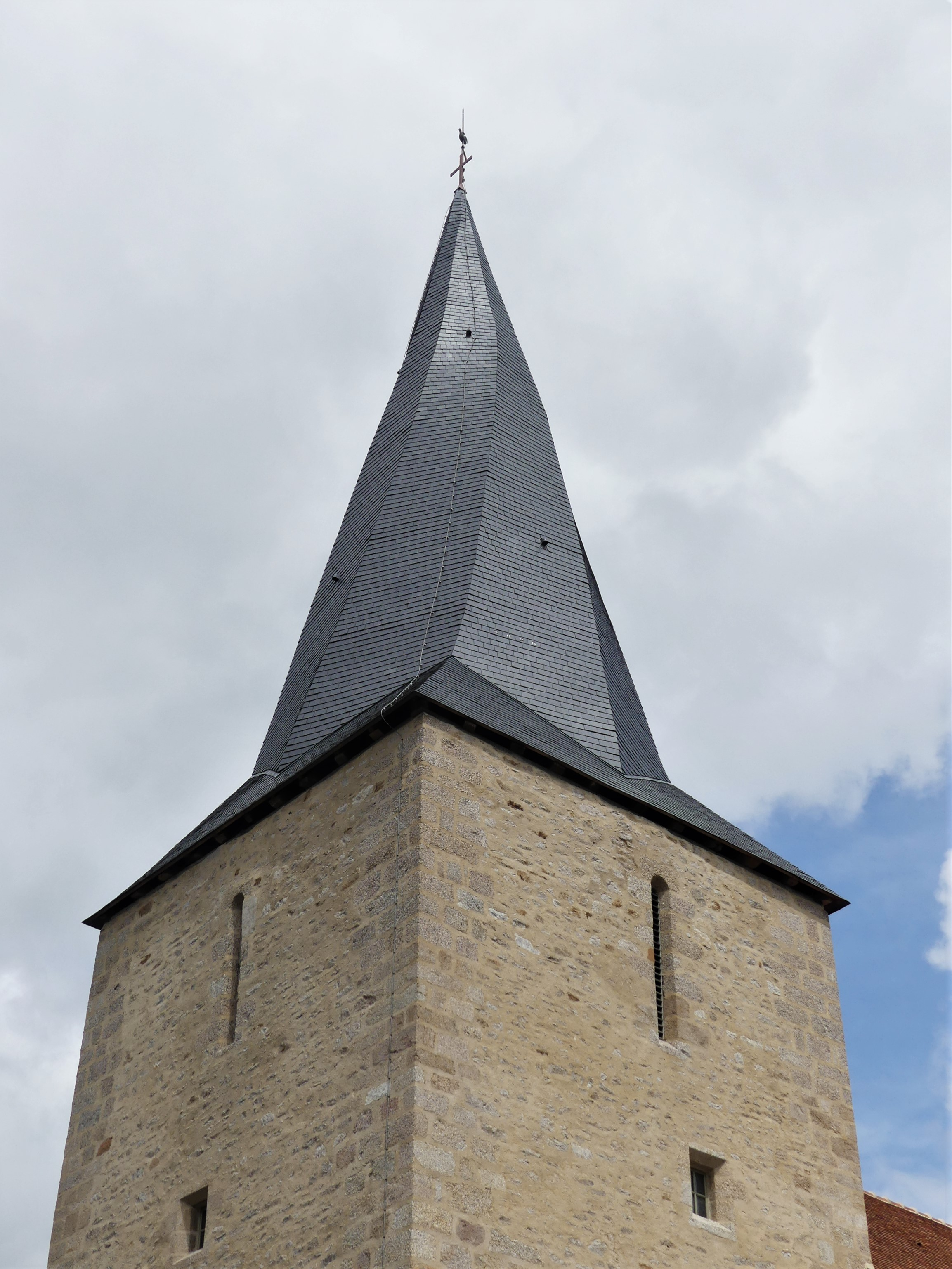
Le clocher tors.
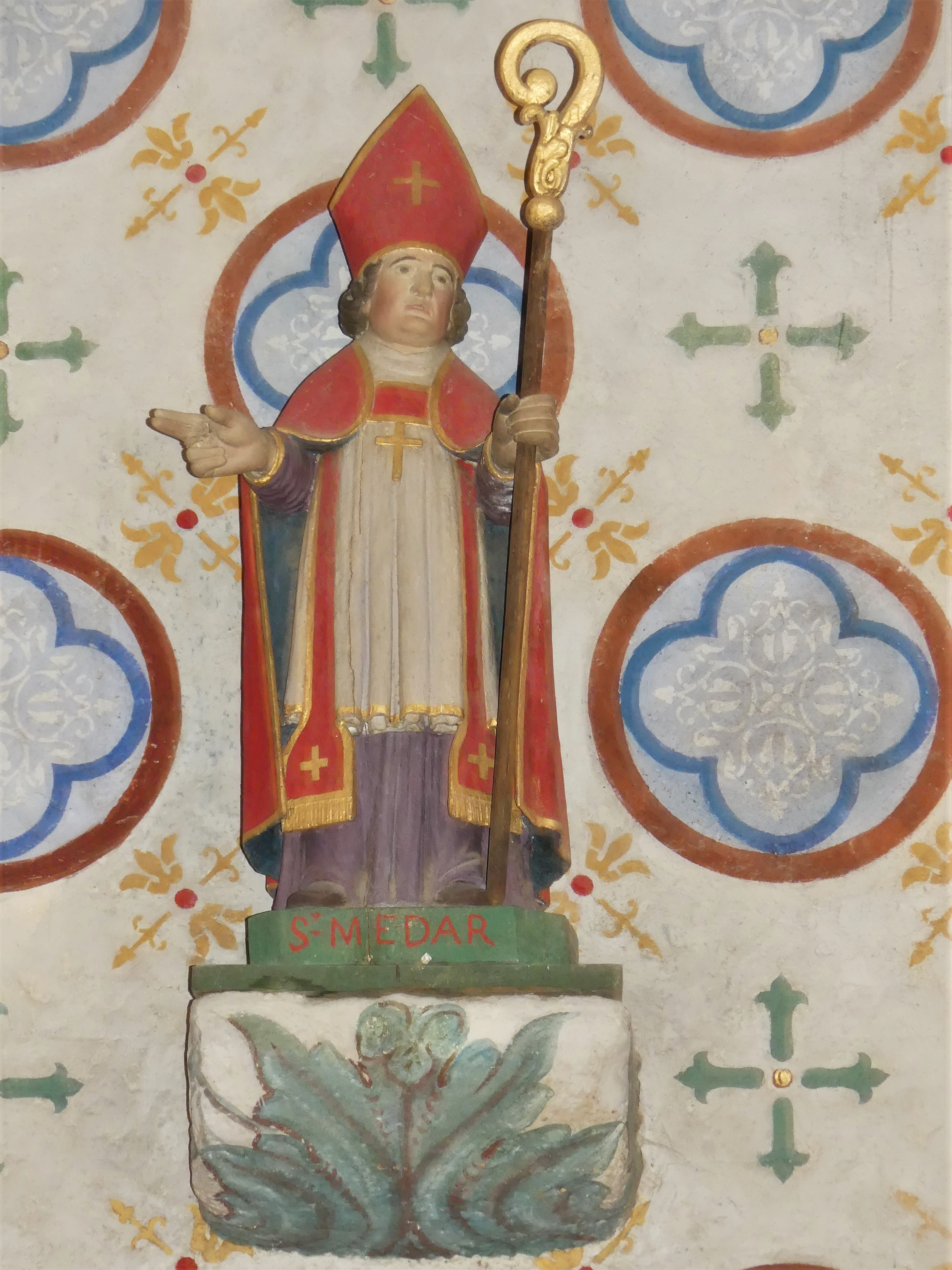
Statue représentant saint Médard.
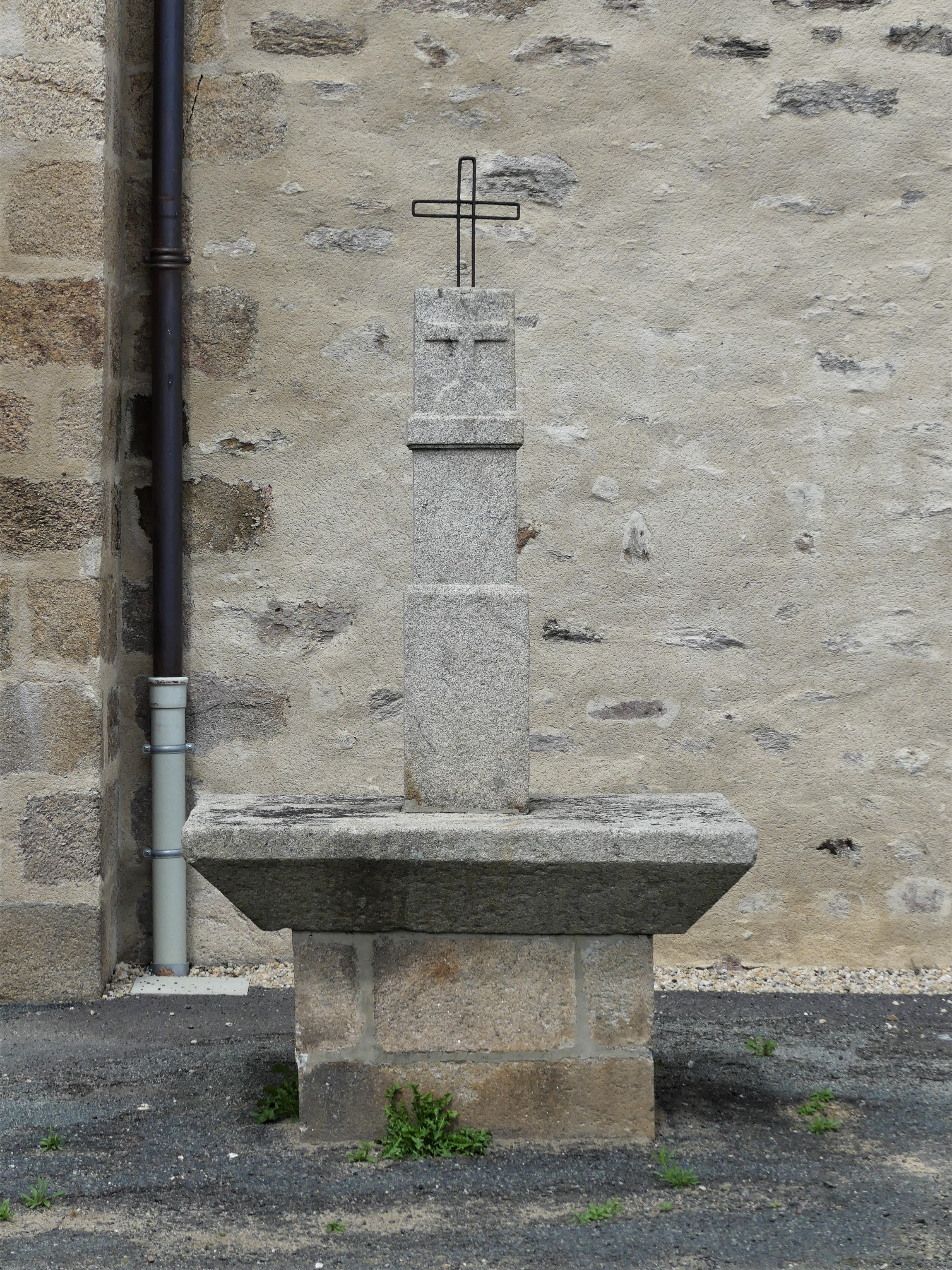
Croix devant l'église.
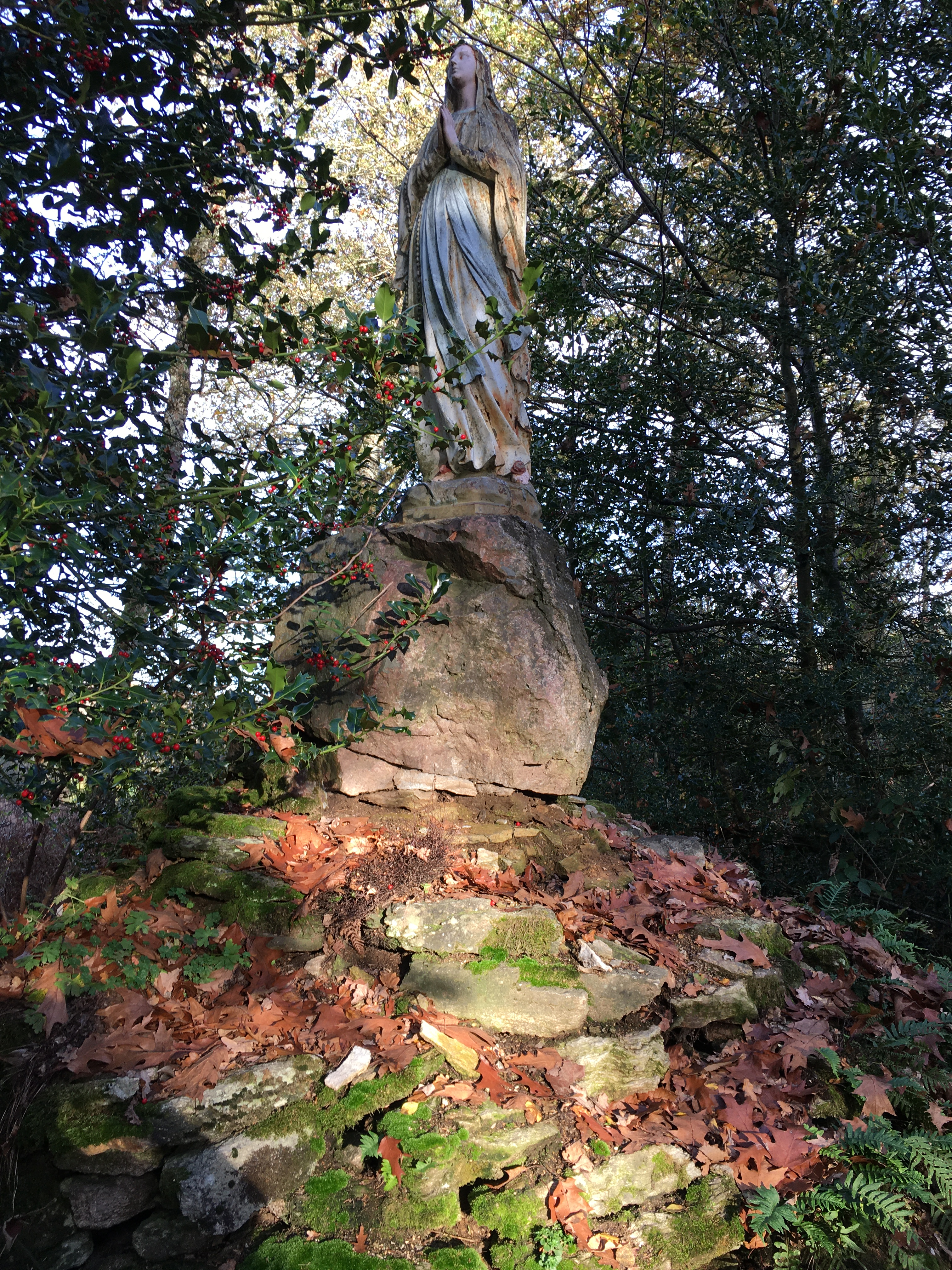
Statue de Notre-Dame.

## Pour approfondir